# کالینینو (چوواشستان)
کالینینو (به لاتین: Kalinino) یک منطقهٔ مسکونی در روسیه است که در چوواشستان واقع شده‌است. کالینینو ۱٫۵۰۰ نفر جمعیت دارد.